# Bibliografia Województwa Śląskiego
Bibliografia Województwa Śląskiego – rocznik wydawany przez Bibliotekę Śląską w Katowicach, rejestrujący materiały ukazujące się drukiem dotyczące województwa śląskiego. Jest kontynuacją wydawanej w latach 1960–1989 „Bibliografii Śląskiej”.
Pierwszy nr „Bibliografii Województwa Śląskiego” ukazał się w 1999.